# تنهاترین لحظه
تنهاترین لحظه (به انگلیسی: The Loneliest Time) ششمین آلبوم استودیویی از خوانندهٔ کانادایی کارلی ری جپسن می‌باشد که در ۲۱ اکتبر سال ۲۰۲۲ از سوی ۶۰۴ رکوردز در کانادا و توسط اسکول‌بوی و اینترسکوپ رکوردز در ایالات متحده منتشر گردید.